# Lera Kudryavtseva
Valeria Lvovna Kudryavtseva (russisk: Валерия Львовна Кудрявцева, 9. maj 1971 i Ust-Kamenogorsk, East Kazakhstan Oblast, Kazakh SSR, Sovjetunionen) er en russisk tv-og radiovært, skuespillerinde og sangerinde, der præsenterer underholdningsprogrammer på NTV.